# Micromacronus
Genre
Micromacronus est un genre de passereaux de la famille des Cisticolidae. Il est endémique du Sud des Philippines,.

## Liste des espèces
Selon la classification de référence du Congrès ornithologique international (version 8.1, 2018) :
- Micromacronus leytensis Amadon, 1962 — Timalie miniature, Camaroptère de Leyte
- Micromacronus sordidus Ripley & Rabor, 1968 — Timalie de Mindanao, Camaroptère de Mindanao